# 匈牙利自然历史博物馆

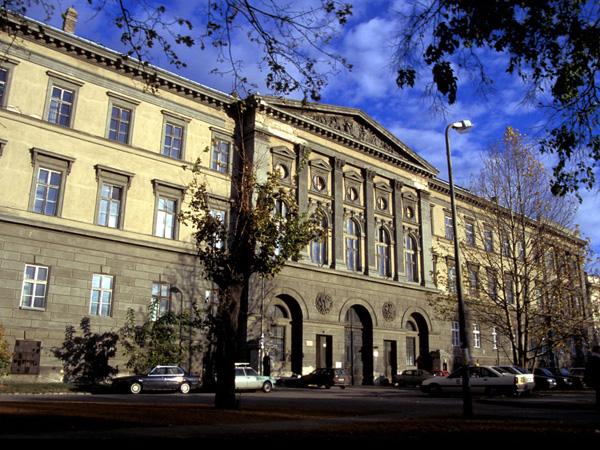
匈牙利自然历史博物馆。

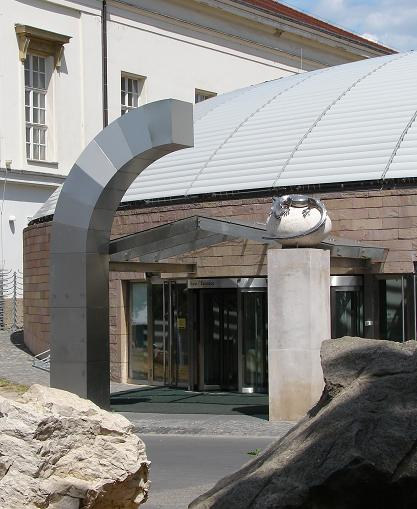
主入口。

匈牙利自然历史博物馆（英語：Hungarian Natural History Museum）是匈牙利国内最大的自然历史博物馆，始建于1802年，位于首都布达佩斯。

## 历史
1802年，费伦茨·塞切尼伯爵将自己的个人收藏品图书、货币等捐出，建立博物馆，此后分为匈牙利国家博物馆和国立塞切尼图书馆。
1811年，第一个古生物标本由莱纳大公捐献。
1848年，匈牙利反对奥地利帝国，这段时间收集了13000个矿物标本和35000个动物标本。
1870年，动物学、植物学、矿物学三大部门建立。
19世纪末，匈牙利自然历史博物馆的收藏品达到了100万。
1927，布达佩斯举办第十届世界动物昆虫标本展览会，有300万份标本展出，由于收藏品的日益增加，博物馆不得不搬到巴洛斯街。1933年，匈牙利自然历史博物馆正式分离出来。
大部分的植物收藏在第二次世界大战中毁坏。
第二次世界大战之后，人类学部门建立，并且成为欧洲十大人类学机构之一。
1956年，匈牙利反对苏联占领，其主要建筑被大炮摧毁，36000个鸟类标本，22000个鱼禽蛋标本，13000个鱼类标本，40000个两栖类和爬行类动物的甲壳，500000个软体动物标本，60000个蜻蜓标本和200000个双翅昆虫标本，连同10万卷的科学书籍一同被战火烧毁。
对苏自卫战争之后，匈牙利自然历史博物馆转移到非洲展出。在布达佩斯的博物馆里的常客是苏联的亲密盟友，如朝鲜、古巴、越南、蒙古。
1979年，植物学部门转移到美国知名建筑师欧东·勒彻设计的历史风格建筑。

## 建筑
- 动物学部门
- 矿物学·岩石学部门
- 人类学部门
- 地质学·古生物学部门
- 植物学部门
- 文库

## 功用
匈牙利自然历史博物馆的三大功用：
- 保存收藏品
- 科学研究
- 展览会